# Mohammed Bolkiah

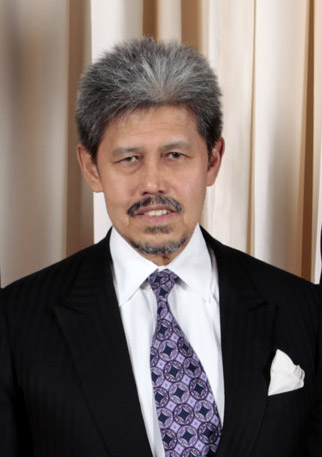
Mohammed al-Bolkiah

Mohammed Bolkiah (* 27. August 1947 in Brunei-Stadt), auch Mohammed al-Bolkiah, mit komplettem Namen Duli Yang Teramat Mulia Paduka Seri Pengiran Perdana Wazir Sahibul Himmah Wal-Waqar Pengiran Muda Mohamed Bolkiah ist ein Mitglied der königlichen Familie und Politiker aus Brunei. Er steht auf Platz 7 der bruneiischen Thronfolge.
Er ist ein Sohn des 28. Sultans von Brunei Omar Ali Saifuddin III. und jüngerer Bruder des derzeit amtierenden 29. Sultans von Brunei, Hassanal Bolkiah. Er wurde nach der Souveränität von Großbritannien 1984 von seinem Bruder Sultan Hassanal Bolkiah zum Außenminister und Minister für Handel ernannt und übt dieses Amt seitdem aus. Zugleich ist er auch Großwesir (Perdana Wazir) des Königlichen Hofes.
Mohammed Bolkiah ist mit Pengiran Anak Isteri Pengiran Anak Hajah Zariah binti Al-Marhum Pengiran Pemancha Pengiran Anak Haji Mohamed Alam verheiratet.